# Aphrodite 2
APHRODITE-2 es un sistema de cable de telecomunicaciones submarino en el Mar Mediterráneo que une Grecia y Chipre.
Tiene puntos de amarre en:
- La Canea, Grecia
- Geroskipou/Yeroskipos, Chipre

Tiene una capacidad de transmisión de diseño de 2 x 565 Mbit/s y una longitud total de cable de 868 km. Comenzó a funcionar el 30 de septiembre de 1994.